# Goede tijden, slechte tijden
Goede tijden, slechte tijden (GTST) ist die erste Seifenoper im niederländischen Fernsehen. Sie basiert wie auch die deutsche Serie Gute Zeiten, schlechte Zeiten auf der australischen Serie The Restless Years, die von 1977 bis 1981 von Channel 10 produziert und gesendet wurde.

## Geschichte
GTST wird seit 1990 von RTL 4 (ein Jahr zuvor gestartet als erster Privatsender in den Niederlanden) gesendet und hat bisher über 7.000 Folgen. Alles dreht sich um die Familien Alberts, Bouwhuis, De Jong, Sanders, Selmhorst und Van Houten aus der Stadt Meerdijk (Außenaufnahmen werden in Velsen und Heemstede gemacht). Seit 2010 werden die Innenaufnahmen nicht mehr in Aalsmeer, sondern in Amsterdam gedreht.
Die Seifenoper hat bei jeder Folge zwischen 1,5 und 1,9 Millionen Zuschauer. Anders als normalerweise bei Seifenopern üblich, macht GTST jedes Jahr eine Sommerpause.

## Besetzung

### Aktuelle Hauptdarsteller
| Schauspieler           | Rolle                                                     | Episoden                               | Jahre                                         | Bemerkungen |
| ---------------------- | --------------------------------------------------------- | -------------------------------------- | --------------------------------------------- | --- |
| Jette van der Meij     | Laura Selmhorst                                           | 1–93 351–                              | 1990–1991 1992–                               | Gastgeberin von „De Koning“ Mutter von Arnie, Dennis, Lotje und Sil; Pflegemutter von Julian; Großmutter von Noud; Exehefrau von Robert und ihrem sohn Dennis; Exverlobte von Rutger; Exfreundin von Stan, Philip, Victor und Stanley; Exaffäre von Daniël, Jef und Tessel. Gastauftritt: Folge 266–285 (1991–1992) |
| Babette van Veen       | Linda Dekker                                              | 1–186 267–395 552–1435 3039–3095 5181– | 1990–1991 1991–1992 1993–1998 2005–2006 2015– | Eventplanerin von „De Rozenboom“ Mutter von Sam und Rover; Pflegetochter von Helen; Schwester von Simon; Nichte von Jeanne; Ehefrau von Anton; Exehefrau von Erik und Bill; Exverlobte von Rien; Exfreundin von Arnie, Stan und Robert; Exaffäre von Frits und Henk. |
| Caroline De Bruijn     | Janine Elschot                                            | 392–                                   | 1992–                                         | Freiberuflich Journalistin und Buchautorin Mutter von Nina und Lucas; Großmutter von Nola und Max; Tochter von Oscar und Daphne; Adoptivtochter von Brune; Schwester von Marieke; Exehefrau von Paul, Ludo, Stefano und Jack; Exverlobte von Simon und Rafael; Freundin von Ludo; Exfreundin von Maarten, Daniël; Sebastiaan, Ray, Frank und Rik; Exaffäre von Anton und Floris. |
| Ferri Somogyi          | Rik de Jong                                               | 959–2375 3440–4859 5276–               | 1995–2002 2007–2014 2016–                     | Vater von Job und Rikki; Großvater von Fleur, Bram und Teddy; Sohn von Bert und Maria; Bruder von Danny und Daan; Onkel von Lana; Witwer von Anita; Exehemann von Charlie und Nuran; Exverlobter von Yvon; Exfreund von Nathalie, Eva, Hedwig, Gladys, Vera, Saskia und Janine; Exaffäre von Roos; One-Night-Stand von Dian und Femke. Gastauftritt: Folge 2435 (2002), 2460–2469 (2003), 2669–2670 (2004), 5098–5100 (2015) |
| Erik de Vogel          | Ludo Sanders                                              | 1059–                                  | 1996–                                         | CEO von „Sanders Media Concepts“ Vater von Nick, Jeffrey, Nina und Amy; Großvater von Valentijn, Nola und Max; Sohn von Maximiliaan und Maria; Bruder von Maxime und Marcus; Halbbruder von Stefano; Onkel von Vincent, Kimberly und Lucas; Exehemann von Sophia und Janine; Freund von Janine; Exfreund von Dian, Jessica, Meike, Roxy, Valerie, Lies, Irene und Julia; Exaffäre von Bowien, Cleo und Barbara; One-Night-Stand von Isabella. |
| Cas Jansen             | Julian Verduyn                                            | 1142–1615, 1668–1680, 6156–            | 1996–1999, 2019–                              | |
| Inge Schrama           | Georgette „Sjors“ Langeveld geb.: Wendela „Wendy“ Hafkamp | 2534–5560                              | 2003–2017                                     | Die Rolle wurde in den Folgen 1046–1094 (1996) von den Kinderdarstellerin Isabella van der Wulp gespielt. Rechtsanwältin von „AZM“ Mutter von Lana; Tochter von Frits und Martine; Adoptivtochter von Theo und Carla; Halbschwester von Jack, Wiet und Wouter; Adoptivschwester von Abel und Joyce; Enkelin von Herman und Augusta; Nichte von Hans und Rien; Exehefrau von Bing und Tim; Exverlobte von Nick; Freundin von Amir; Exfreundin von Morris, Milan, Danny und Mike. |
| Melissa Drost          | Georgette „Sjors“ Langeveld geb.: Wendela „Wendy“ Hafkamp | 5601–                                  | 2017–                                         | Die Rolle wurde in den Folgen 1046–1094 (1996) von den Kinderdarstellerin Isabella van der Wulp gespielt. Rechtsanwältin von „AZM“ Mutter von Lana; Tochter von Frits und Martine; Adoptivtochter von Theo und Carla; Halbschwester von Jack, Wiet und Wouter; Adoptivschwester von Abel und Joyce; Enkelin von Herman und Augusta; Nichte von Hans und Rien; Exehefrau von Bing und Tim; Exverlobte von Nick; Freundin von Amir; Exfreundin von Morris, Milan, Danny und Mike. |
| Everon Jackson Hooi    | Bernard „Bing“ Mauricius                                  | 2871–                                  | 2005–                                         | Gastgewerbe-Manager von „Boks“ und Business-Assistant von „Sanders Media Concepts“ Vater von Manu und Max; Adoptivvater von Nola; Sohn von Stanley und Dorothea; Halbbruder von JoJo; Ehemann von Nina; Exehemann von Sjors; Exfreund von Patricia, Desi, Ronja, Lorena, Amber und Aysen; One-Night-Stand von Florien, Joyce und Monica. |
| Marly van der Velden   | Nina Mauricius-Sanders                                    | 2979–                                  | 2005–                                         | Die Rolle wurde in den Folgen 1386–2862 (1997–2004) von verschiedenen Kinderdarstellern gespielt. Eigentümerin und Taschen-Designerin von „Tasjesdief“ und „Banditas“; Modedesignerin von „La Nina“; Eigentümerin von „CS“ Mutter von Nola und Max; Tochter von Ludo und Janine; Halbschwester von Nick, Jeffrey, Amy und Lucas; Enkelin von Maximiliaan, Maria, Oscar und Daphne; Tante von Valentijn; Nichte von Maxime, Marcus, Stefano und Marieke; Cousine von Vincent und Kimberly; Ehefrau von Bing; Exehefrau von Noud; Exfreundin von Morris, Milan, Dex, Mike, ihrem cousine Vincent und Carlos. |
| Ferry Doedens          | Lucas Sanders                                             | 3867–5274 5483–                        | 2009–2015 2016–                               | Die Rolle wurde in den Folgen 1947–3105 (2000–2006) von verschiedenen Kinderdarstellern gespielt. Eigentümer von „De Koning“ Sohn von Stefano und Janine; Halbbruder von Nina; Enkel von Maximiliaan, Sophia, Oscar und Daphne; Onkel von Nola und Max; Neffe von Ludo, Maxime, Marcus und Marieke; Cousin von Nick, Jeffrey, Amy, Kimberly und Vincent; Exehemann von Menno; Freund von Flo; Exfreund von Marco, Edwin, Bilal und Felix. |
| Joep Sertons           | Anton Bouwhuis                                            | 4119–                                  | 2010–                                         | Arzt in der Notaufnahme im „AZM“ Vatter von Tim, Edwin, Sjoerd und Tiffy; Großvater von Bram; Ehemann von Linda; Witwer von Bianca; Exaffäre von Janine, Julia, Isabel, Astrid und Maxime. |
| Buddy Vedder           | Rover Dekker                                              | 5181–5689                              | 2015–2017                                     | DJ Sohn von Bill und Linda; Bruder von Sam; Neffe von Simon; Exfreund von Benthe und Kimberly; Exaffäre von Celia. |
| Floris Bosma           | Rover Dekker                                              | 5846–                                  | 2018–                                         | DJ Sohn von Bill und Linda; Bruder von Sam; Neffe von Simon; Exfreund von Benthe und Kimberly; Exaffäre von Celia. |
| Britt Scholte          | Kimberly Sanders                                          | 5456–                                  | 2016–                                         | Verkäuferin von „CS“ Tochter von Marcus und Cyrille; Enkelin von Maximiliaan und Maria; Nichte von Ludo, Maxime und Stefano; Cousine von Nick, Jeffrey, Nina, Amy, Vincent und Lucas; Exfreundin von Rover und Noud. |
| Alkan Coklu            | Amir Nazar                                                | 5600–                                  | 2017–                                         | ehrenamtlicher Mitarbeiter im „AZM“ Biologischer Vater von Max; Witwer von Farah; Freund von Sjors. |
| Faye Bezemer           | Lana Langeveld                                            | 5813–                                  | 2017–                                         | |
| Dorian Bindels         | Daan Stern                                                | 5846–                                  | 2018–                                         | Detektiv Sohn von Bert und Maria; Adoptivsohn von Herr und Frau Stern; Adoptiv Enkel von Eduard; Bruder von Rik und Danny; Onkel von Job, Rikki und Lana; Exaffäre von Aysen. |
| Cecilia Adorée         | Tiffy Koster                                              | 5928–6010, 6074–                       | 2018–2019, 2019–                              | |
| Stephanie van Eer      | JoJo Abrams                                               | 5881–                                  | 2018–                                         | Verkäuferin „CS“ Tochter von Stanley; Halbschwester von Bing; Tante von Manu, Nola und Max. |
| Bertrie Wierenga       | Shanti Vening                                             | 5937–                                  | 2019–                                         | |
| Vincent Visser         | Valentijn Sanders                                         | 6036–                                  | 2019–                                         | |
| Annefleur van den Berg | Puck O'dolphy                                             | 6070–                                  | 2019–                                         | |
| Tamara Brinkman        | Saskia Verduyn                                            | 6156–                                  | 2019–                                         | |
| Sophie Bouquet         | Merel Verduyn                                             | 6156–                                  | 2019–                                         | |
| Jasmine Sendar         | Elisa Rosalia                                             | 6764–                                  | 2023–                                         | |
| Ortál Vried            | Tamara Schut                                              | 6884–                                  | 2024–                                         | |

### Ehemalige Hauptdarsteller
| Schauspieler             | Rolle                                          | Folgen                                           | Jahre                          | Bemerkungen |
| ------------------------ | ---------------------------------------------- | ------------------------------------------------ | ------------------------------ | --- |
| Marlous Fluitsma         | Helen Helmink                                  | 1990–1991                                        | 1. Darstellerin der Rolle      | Elisabeth Meinhart |
| Frédérique Huydts        | Annette Dekker-van Thijn †                     | 1990–1992                                        |                                | Elke Opitz |
| Joost Buitenweg          | Rien Hogendoorn †                              | 1990–1992                                        |                                | Patrick Graf |
| Lotte van Dam            | Dian Alberts † früher: van Houten, van der Zee | 1991–1993                                        | 1. Darstellerin der Rolle      | |
| Isa Hoes                 | Myriam van der Pol                             | 1990–1993, 1994                                  |                                | Marina Geppert |
| Antonie Kamerling        | Peter Kelder                                   | 1990–1993, 1995                                  |                                | Peter Becker |
| Tom van Beek             | Herman Hogendoorn †                            | 1990–1996                                        |                                | |
| Reinoud Oerlemans        | Arnie Alberts                                  | 1990–1996                                        |                                | Heiko Richter |
| Brûni Heinke             | Helen Helmink                                  | 1992–1997                                        | 2. Darstellerin der Rolle      | Elisabeth Meinhart |
| Carola Gijsbers van Wijk | Wil de Smet                                    | 1990–1998                                        |                                | Jessica Naumann |
| Chris Jolles             | Dian Alberts † früher: van Houten, van der Zee | 1994–1999                                        | 2. Darstellerin der Rolle      | |
| Wim Zomer                | Daniël Daniël                                  | 1990–1999                                        |                                | A.R. Daniël |
| Katja Römer-Schuurman    | Jessica Harmsen                                | 1994–1999                                        |                                | |
| Tanja Jess               | Bowien Sanders-Galema †                        | 1997–2000                                        |                                | |
| Guusje Nederhorst        | Roos Alberts-de Jager †                        | 1991–2000                                        |                                | |
| Georgina Verbaan         | Hedwig Harmsen                                 | 1997–2000                                        |                                | |
| Ingeborg Wieten          | Suzanne Carpenter-Balk                         | 1990–2000                                        |                                | Julia Backhof |
| Patrick Martens          | Morris Fischer                                 | 1999–2000, 2001                                  | 1. Darsteller der Rolle        | |
| Toen Kuilboer            | Job Zonneveld                                  | 2001–2002                                        | 1. Darsteller der Rolle        | |
| Daan Roelofs             | Job Zonneveld                                  | 2002, 2003                                       | 2. Darsteller der Rolle        | |
| Rick Engelkes            | Dr. Simon Dekker †                             | 1990–1994, 1997–1998, 2002–2003                  |                                | Dr. Frank Ullrich |
| Hugo Metsers             | Marcus Sanders                                 | 2001–2003, 2016–2017                             |                                | |
| Geert Hoes               | Morris Fischer                                 | 2003–2004                                        | 2. Darsteller der Rolle        | |
| Wouter de Jong           | Milan Alberts geb.: Verhage                    | 2002–2004                                        | 1. Darsteller der Rolle        | |
| Casper van Bohemen       | Frits van Houten †                             | 1991–1995, 2005–2006                             |                                | |
| Fajah Lourens            | Yasmin Sanders-Fuentes †                       | 2002–2005                                        |                                | |
| Elle van Rijn            | Valerie Fischer †                              | 2459–3015                                        | 2003–2005                      | Mutter von Charlie; Großmutter von Valentijn; Tochter von Lodewijk und Charlotte; Schwester von Bas und Barbara; Tante von Florien, Fos, Fay, Morris und Jonas; Exfreundin von Robert und Ludo; One-Night-Stand von David; starb an einer Hirnblutung. |
| Wik Jongsma              | Govert Harmsen                                 | 139–3105                                         | 1991–2006                      | Onkel von Nancy, Jessica und Hedwig; Witwer von Elizabeth und Hennie; Verlobte von Louise; Exverlobte von Alice; Exfreund von Maria und Wil; ging nach Dänemark mit Louise. |
| Caroline Spoor           | Florien Fischer                                | 3041–3429                                        | 2005–2007                      | Tochter von Bas und Merel; Schwester von Fos und Fay; Enkelin von Lodewijk und Charlotte; Nichte von Barbara und Valerie; Cousine von Charlie, Morris und Jonas; Exfreundin von Noud und Milan; One-Night-Stand von Bing; ging in Miami studieren. |
| Lotte van Dam            | Dian Alberts † früher: van Houten, van der Zee | 219–573                                          | 1991–1993                      | Mutter von Jeffrey; Tochter von Jef und Karin; Schwester von John; Halbschwester von Remco und Jonas; Enkelin von Geert und Marie; Nichte von Robert; Cousine von Dennis, Lotje, Daantje, Milan und Sil; Witwe von Frits und Donald; Exverlobte von Arthur und Huib; Exfreundin von Tim, Mark, Ludo, Hans, Mo und Bob; Exaffäre von Nick und ihrem Cousin Dennis; One-Night-Stand von Rik; starb an Hirnblutung.                                                                                         |
| Chris Jolles             | Dian Alberts † früher: van Houten, van der Zee | 839–1632                                         | 1994–1999                      | Mutter von Jeffrey; Tochter von Jef und Karin; Schwester von John; Halbschwester von Remco und Jonas; Enkelin von Geert und Marie; Nichte von Robert; Cousine von Dennis, Lotje, Daantje, Milan und Sil; Witwe von Frits und Donald; Exverlobte von Arthur und Huib; Exfreundin von Tim, Mark, Ludo, Hans, Mo und Bob; Exaffäre von Nick und ihrem Cousin Dennis; One-Night-Stand von Rik; starb an Hirnblutung.                                                                                         |
| Rixt Leddy               | Dian Alberts † früher: van Houten, van der Zee | 2999–3570                                        | 2005–2008                      | Mutter von Jeffrey; Tochter von Jef und Karin; Schwester von John; Halbschwester von Remco und Jonas; Enkelin von Geert und Marie; Nichte von Robert; Cousine von Dennis, Lotje, Daantje, Milan und Sil; Witwe von Frits und Donald; Exverlobte von Arthur und Huib; Exfreundin von Tim, Mark, Ludo, Hans, Mo und Bob; Exaffäre von Nick und ihrem Cousin Dennis; One-Night-Stand von Rik; starb an Hirnblutung.                                                                                         |
| Jeffrey Hamilton         | Fos Fischer                                    | 3041–3604                                        | 2005–2008                      | Sohn von Bas und Merel; Bruder von Florien und Fay; Enkel von Lodewijk und Charlotte; Neffe von Barbara und Valerie; Cousin von Charlie, Morris und Jonas; Freund von Skylar; Exfreund von Vicky; geht mit Skylar auf Welttournee. |
| Wouter de Jong           | Milan Alberts geb.: Verhagen                   | 2360–2819                                        | 2002–2004                      | Sohn von Robert und Hans; Adoptivsohn von Marjan; Zwillingsbruder von Daantje; Halbbruder von Dennis, Lotje und Sil; Enkel von Geert und Marie; Onkel von Noud; Neffe von Jef; Cousin von Remco, John, Dian und Jonas; Exverlobte von Charlie; Exfreund von Sjors, Florien und Nina; Exaffäre von Yasmin; geht für seine Musik-Karriere nach England. |
| Robin Zijlstra           | Milan Alberts geb.: Verhagen                   | 3372–3644                                        | 2007–2008                      | Sohn von Robert und Hans; Adoptivsohn von Marjan; Zwillingsbruder von Daantje; Halbbruder von Dennis, Lotje und Sil; Enkel von Geert und Marie; Onkel von Noud; Neffe von Jef; Cousin von Remco, John, Dian und Jonas; Exverlobte von Charlie; Exfreund von Sjors, Florien und Nina; Exaffäre von Yasmin; geht für seine Musik-Karriere nach England. |
| Koert-Jan de Bruijn      | Dennis Alberts geb.: Tuinman                   | 2322–3674                                        | 2002–2008                      | Vater von Noud; Sohn von Robert und Laura; Bruder von Arnie, Lotje und Sil; Halbbruder von Daantje und Milan; Enkel von Geert und Marie; Neffe von Jef; Cousin von Remco, John, Dian und Jonas; Exehemann von Petra, seiner Mutter Laura und Anita; Exverlobte von Pascale; Exfreund von Mirella, seiner Halbschwester Daantje; Betty, Charlie; Exaffäre von seiner cousine Dian; One-Night-Stand von Machteld; geht für Familienbesuche nach Tokyo. Gastauftritt: Folge 3759–3765 (2009)                |
| Chris Comvalius          | Dorothea Alberts-Grantsaan †                   | 2788–3722                                        | 2004–2008                      | Mutter von Bing; Großmutter von Manu; Ehefrau von Jef; Exehefrau von Stanley; ermordet von René. |
| Sabine Koning            | Anita de Jong-Dendermonde †                    | 300–2400 3162–3760                               | 1992–2003 2006–2009            | Mutter von Rikki; Großmutter von Bram und Teddy; Tochter von Gerard und Petra; Schwester von Tommy; Nichte von Kees und Nel; Cousine von Cleo; Ehefrau von Rik; Exehefrau von Dennis; Exverlobte von Micky; Exfreundin von Peter, Hidde, Stan, Remco, Banjamin, Gijs und Jack; Exaffäre von Rutger; One-Night-Stand von Tim; starb von Nierenversagen. Gastauftritt: Folge 2669 (2004), 4851 (2014) |
| Liza Sips                | Vicky Pouw                                     | 3398–3854                                        | 2007–2009                      | Tochter von Floris und Trudy; Enkelin von Hendrik und Josephine; Exfreundin von Fos, Noud und Dex; geht für Familienbesuche nach Australien. |
| Patrick Martens          | Morris Fischer geb.: Morris Thornton           | 1730–1874 2104–2124                              | 1999–2000 2001                 | Sohn von David und Barbara; Halbbruder von Charlie, Max und Jonas; Enkel von Lodewijk und Charlotte; Onkel von Valentijn; Neffe von Bas und Valerie; Cousin von Florian, Fos und Fay; Exfreund von Tracey, Sjors, Manon und Nina; Exaffäre von Madeline, Eddy, Berend und Justine; One-Night-Stand von Pascale und Johan; geht zum Start eines Bed & Breakfast nach Curaçao. Gastauftritt: Folge 1971–1975 (2000)                                                                                        |
| Geert Hoes               | Morris Fischer geb.: Morris Thornton           | 2487–2820                                        | 2003–2004                      | Sohn von David und Barbara; Halbbruder von Charlie, Max und Jonas; Enkel von Lodewijk und Charlotte; Onkel von Valentijn; Neffe von Bas und Valerie; Cousin von Florian, Fos und Fay; Exfreund von Tracey, Sjors, Manon und Nina; Exaffäre von Madeline, Eddy, Berend und Justine; One-Night-Stand von Pascale und Johan; geht zum Start eines Bed & Breakfast nach Curaçao. Gastauftritt: Folge 1971–1975 (2000)                                                                                        |
| Joris Putman             | Morris Fischer geb.: Morris Thornton           | 2821–3355 3996–4040                              | 2004–2007 2010                 | Sohn von David und Barbara; Halbbruder von Charlie, Max und Jonas; Enkel von Lodewijk und Charlotte; Onkel von Valentijn; Neffe von Bas und Valerie; Cousin von Florian, Fos und Fay; Exfreund von Tracey, Sjors, Manon und Nina; Exaffäre von Madeline, Eddy, Berend und Justine; One-Night-Stand von Pascale und Johan; geht zum Start eines Bed & Breakfast nach Curaçao. Gastauftritt: Folge 1971–1975 (2000)                                                                                        |
| Charlotte Besijn         | Barbara Fischer                                | 1704–4030                                        | 1999–2010                      | Mutter von Morris und Jonas; Adoptivmutter und Tante von Charlie; Großmutter von Valentijn; Tochter von Lodewijk und Charlotte; Schwester von Bas und Valerie; Tante von Florian, Fos und Fay; Exehefrau von David und Jef; Exverlobte von Robert; Exfreundin von Floris und Martijn; Exaffäre von Remco, Wout und Ludo; geht zum Start eines Bed & Breakfast nach Curaçao. Gastauftritt: Folge 4193–4194 (2011)                                                                                         |
| Alexandra Alphenaar      | Ronja Huygens                                  | 3624–4060                                        | 2008–2010                      | Tochter von Martijn und Irene; Schwester von Dex; Enkelin von Sair; Freundin von Steven; Exfreundin von André, Bing, Danny, Paul und Isabella; One-Night-Stand von Arthur; geht zu ihrer Großmutter nach Amerika. |
| Emiel Sandtke            | Dex Huygens                                    | 3624–4081                                        | 2008–2010                      | Sohn von Martijn und Irene; Bruder von Ronja; Enkel von Sair; Exfreund von Lisette, Vicky und Nina; geht nach Prag für die Arbeit. |
| Victoria Koblenko        | Isabella Kortenaer †                           | 1872–2992 4020–4084                              | 2000–2005 2010                 | Mutter von Amy; Tochter von Carel und Catherina; Exfreundin von Job, Charlie, Yasmin und Ronja; One-Night-Stand von Ludo; starb aus einer bakteriellen Infektion. |
| Peter Post               | Martijn Huygens                                | 3624–4115                                        | 2008–2010                      | Vater von Ronja und Dex; Neffe von Rutger; Ehemann von Irene; Exfreund von Barbara; geht für Entwicklungshilfe zusammen mit Irene nach Afrika. |
| Anita Donk               | Irene Huygens                                  | 3624–4115                                        | 2008–2010                      | Mutter von Ronja und Dex; Tochter von Sair; Ehefrau von Martijn; Exfreundin von Ludo; geht für Entwicklungshilfe zusammen mit Martijn nach Afrika. |
| Aukje van Ginneken       | Charlie Fischer geb.: Charlotte Thornton       | 1704–2594                                        | 1999–2003                      | Mutter von Valentijn; Tochter von David und Valerie; Adoptivtochter und Nichte von Barbara; Halbschwester von Max, Morris und Jonas; Enkelin von Lodewijk und Charlotte; Nichte von Bas; Cousine von Florian, Fos und Fay; Exehefrau von Nick und Rik; Exverlobte von Milan; Freundin von Hensley; Exfreundin von Benjamin, Chris, Sylvester, Sydney, Isabella, Dennis, Jack und Arthur; Exaffäre von Alex, Jan und Danny; One-Night-Stand von Stefano und Johan; geht für Familienbesuche nach Curaçao. |
| Lieke van Lexmond        | Charlie Fischer geb.: Charlotte Thornton       | 2596–4404                                        | 2003–2012                      | Mutter von Valentijn; Tochter von David und Valerie; Adoptivtochter und Nichte von Barbara; Halbschwester von Max, Morris und Jonas; Enkelin von Lodewijk und Charlotte; Nichte von Bas; Cousine von Florian, Fos und Fay; Exehefrau von Nick und Rik; Exverlobte von Milan; Freundin von Hensley; Exfreundin von Benjamin, Chris, Sylvester, Sydney, Isabella, Dennis, Jack und Arthur; Exaffäre von Alex, Jan und Danny; One-Night-Stand von Stefano und Johan; geht für Familienbesuche nach Curaçao. |
| Raynor Arkenbout         | Edwin Bouwhuis †                               | 4116–4410                                        | 2010–2012                      | Sohn von Anton und Bianca; Bruder von Sjoerd; Halbbruder von Tim; Onkel von Bram und Teddy; Neffe von Mike; Cousin von Nola; Exfreund von Wiet, Lucas und Ron; Starb an Ebola. Gastauftritt: Folge 4520 (2012) |
| Jan Kooijman             | Danny de Jong †                                | 3769–4434                                        | 2009–2012                      | Vater von Lana; Sohn von Bert und Maria; Bruder von Rik und Daan; Onkel von Job und Rikki; Exfreund von Iris, Nuran, Ronja, Sjors und Maxime; Exaffäre von Charlie; Starb bei einem Sturz in einem Treppenhaus. |
| Louis Talpe              | Mike Brandt †                                  | 4436–4745                                        | 2012–2013                      | Vater von Nola; Bruder von Bianca; Onkel von Edwin und Sjoerd; Exfreund von Nina, Sjors und Lorena; starb während eines Fallschirmsprung. |
| Bas Muijs                | Stafano Sanders                                | 1724–3010 4850–4880                              | 1999–2005 2014                 | Vater von Lucas; Sohn von Maximiliaan und Sophia; Halbbruder von Ludo, Maxime, Marcus und Nick; Onkel von Jeffrey, Nina, Amy, Vincent, Kimberly und Valentijn; Witwer von Bowien und Yasmin; Exehemann von Janine; Exverlobte von Roxy; Exfreund von Daantje, Emily und Lorena; One-Night-Stand von Charlie; geht für die Arbeit nach New York. Gastauftritt: Folge 3759–3765 (2009) |
| Toprak Yalçiner          | Nuran Baydar                                   | 4408–4963, 5841–5845                             | 2012–2014, 2018                | Tochter von Murat und Elif; Schwester von Ardil und Aysen; Exehefrau von Rik; Exverlobte von Bilal; Exfreundin Danny; geht zur Rehabilitation nach Portugal. |
| Gigi Ravelli             | Lorena Gonzalez                                | 3377–5019                                        | 2007–2014                      | Tochter von Frederik und Rosa; Halbschwester von Garmino; Exehefrau von Gilbert; Exverlobte von Nick; Exfreundin von Floris, Bing, Jack, Mike und Stefano; One-Night-Stand von Hugo und Vincent. Verlässt Meerdijk, an einen unbekannten Ort. |
| Christophe Haddad        | Nick Sanders früher: van der Heyde             | 2619–3872 4302–4404 5026–5064                    | 2003–2009 2011–2012 2014–2015  | Vater von Valentijn; Sohn von Ludo und Sophia; Adoptivsohn von Ella; Halbbruder von Jeffrey, Nina, Amy und Stefano; Enkel von Maximiliaan und Maria; Onkel von Nola und Lucas; Neffe von Maxime und Marcus; Cousin von Vincent und Kimberly; Exehemann von Charlie; Exverlobte von Lorena und Sjors; Exfreund von Alexandra; Exaffäre von Yasmin und Dian; ist im Gefängnis für Erpressung und Mord. Gastauftritt: Folge 4499, 4500, 4503 (2012), 5000 (2014)                                            |
| Cynthia Abma             | Bianca Bouwhuis-Brandt †                       | 4118–4775                                        | 2010–2013                      | Mutter von Edwin und Sjoerd; Großmutter von Bram und Teddy; Schwester von Mike; Tante von Nola; Ehefrau von Anton; Exaffäre von Roel; starb an Herzstillstand. |
| Elvira Out               | Bianca Bouwhuis-Brandt †                       | 4816–5171                                        | 2013–2015                      | Mutter von Edwin und Sjoerd; Großmutter von Bram und Teddy; Schwester von Mike; Tante von Nola; Ehefrau von Anton; Exaffäre von Roel; starb an Herzstillstand. |
| Oscar Aerts              | Vincent Muller                                 | 4787–5185                                        | 2013–2015                      | Sohn von Joost und Maxime; Enkel von Maximiliaan und Maria; Neffe von Ludo, Marcus und Stefano; Cousin von Nick, Jeffrey, Nina, Amy, Kimberly und Lucas; Exfreund von Milou und Nina; Exaffäre von Aysen und Sacha; One-Night-Stand von Lorena; geht nach Houston Texas für die Arbeit. |
| Wilbert Gieske           | Robert Alberts                                 | 1–3645 5231–5289 5373–5404 6133–6135             | 1990–2008 2015–2016 2016, 2019 | Vater von Dennis, Lotje, Daantje, Milan und Sil; Pflegevater von Julian; Großvater von Noud; Sohn von Geert und Marie; Bruder von Jef; Onkel von Remco, John, Dian und Jonas; Exehemann von Laura; Exverlobte von Karin und Barbara; Exfreund von Stephanie, Mathilde, Meike, Valerie und Linda; Exaffäre von Mira, Bowien und Cynthia; One-Night-Stand von Hanneke, Marjan und Pascale; geht für ein Weingut nach Frankreich.                                                                           |
| Bartho Braat             | Jef Alberts                                    | 117–5289 5472–5475 5623–5650 5692–5695 5913–5932 | 1991–2016 2016 2017 2018–2019  | Vater von Remco, John, Dian und Jonas; Pflegevater von Kim; Großvater von Jeffrey; Sohn von Geert und Marie; Bruder von Robert; Onkel von Arnie, Dennis, Lotje, Daantje, Milan und Sil; Witwer von Sylvia und Dorothea; Exehemann von Karin und Barbara; Exfreund von Patricia, Anne, Xandra, Yolanda, Mira, Anouk, Maria, Tanya und Frederique; Exaffäre von Laura; geht für ein Weingut nach Frankreich.                                                                                               |
| Mark van Eeuwen          | Jack van Houten geb. Fritsje van Houten        | 2995–4575                                        | 2005–2012                      | Die Rolle wurde in den Folgen 407–408 (1992), 505 (1993), 1004, 1005 und 1009 (1995) von unterschiedlich Kinderdarstellern gespielt. Sohn von Frits und Trix; Enkel von Herman und Augusta; Halbbruder von Sjors und Wiet; Onkel von Lana; Neffe von Hans, Rien und Jan-Henk; Exehemann von Janine; Exfreund von Kate, Anita, Charlie und Lorena. Gastauftritt: Folge 5128 (2015), Folge 5316–5317 (2016), 5534 (2017)                                                                                   |
| Anique Pappers           | Wiet van Houten früher: Ter Lake               | 3028–3105                                        | 2005–2006                      | Studentin der Musical, Kellnerin von „Box“ Tochter von Frits und Hannie; Halbschwester von Jack und Sjors; Enkelin von Herman und Augusta; Tante von Lana; Nichte von Hans und Rien; Freundin von Anna; Exfreundin von Sjoerd und Edwin; One-Night-Stand von Noud. Gastauftritt: Folge 3150 (2006), 4451–4453 (2012), 5534 (2017) |
| Pip Pellens              | Wiet van Houten früher: Ter Lake               | 4026–4332 4849–5317                              | 2010–2011 2013–2016            | Studentin der Musical, Kellnerin von „Box“ Tochter von Frits und Hannie; Halbschwester von Jack und Sjors; Enkelin von Herman und Augusta; Tante von Lana; Nichte von Hans und Rien; Freundin von Anna; Exfreundin von Sjoerd und Edwin; One-Night-Stand von Noud. Gastauftritt: Folge 3150 (2006), 4451–4453 (2012), 5534 (2017) |
| Beau Schneider           | Tim Loderus                                    | 4515–5333 5500–5505 5828–5844                    | 2012–2016 2017 2018            | Manager von „Boks“ Sohn von Anton und Julia; Halbbruder von Edwin, Sjoerd und Tiffy; Onkel von Bram und Teddy; Exehemann von Sjors; Exfreund von Lysette, Rozemarijn und Rikki. |
| Gaby Blaaser             | Sacha Kramer †                                 | 5026–5405                                        | 2014–2016                      | Studentin der Innere Schwester von Thijs; Exfreundin von Darryl und Noud; Exaffäre von Vincent. |
| Miro Kloosterman         | Thijs Kramer                                   | 4966–5521                                        | 2014–2017                      | Rechtsanwalt Bruder von Sacha; Freund von Rikki; One-Night-Stand von Anna. |
| Barbara Sloesen          | Anna Brandt                                    | 5010–5583                                        | 2014–2017                      | Geschäftsführender Gesellschafter von „Boks“ Cousine zweiten Grades von Bianca und Mike; Freundin von Wiet; One-Night-Stand von Thijs. |
| Inge Ipenburg            | Martine Hafkamp                                | 4–786 2565–2912 5534–5591                        | 1990–1994 2003–2005 2017       | Mutter von Wouter und Sjors; Großmutter von Lana; Exverlobte von Frits; Exfreundin von Rolf und Carel; Exaffäre von Marc und Arnie; One-Night-Stand von Simon und Roderick; War vermisst auf See. |
| Marjolein Keuning        | Maxime Sanders früher: Beaumont †              | 3686–5627                                        | 2008–2017                      | Mutter von Vincent; Tochter von Maximiliaan und Maria; Schwester von Ludo und Marcus; Halbschwester von Stefano; Tante von Nick, Jeffrey, Nina, Amy, Kimberly und Lucas. Exfreund; Danny, Ardil und Bill; Exaffäre von Joost, Frederik und Anton. Starb während eines Feuers |
| Teun Kuilboer            | Job de Jong                                    | 2029–2318                                        | 2001–2002                      | Sohn von Rik und Nathalie; Halbbruder von Rikki; Enkel von Bert, Maria und Yvonne; Onkel von Bram und Teddy; Neffe von Danny und Daan; Cousin von Lana; Freund von Anna; Exfreund von Nikki und Isabella; Exaffäre von Zoë; One-Night-Stand von Gladys. Gastauftritt: Folge 2467, 2469 (2003) |
| Daan Roelofs             | Job de Jong                                    | 2320–2405                                        | 2002                           | Sohn von Rik und Nathalie; Halbbruder von Rikki; Enkel von Bert, Maria und Yvonne; Onkel von Bram und Teddy; Neffe von Danny und Daan; Cousin von Lana; Freund von Anna; Exfreund von Nikki und Isabella; Exaffäre von Zoë; One-Night-Stand von Gladys. Gastauftritt: Folge 2467, 2469 (2003) |
| Jord Knotter             | Job de Jong                                    | 5276–5668                                        | 2016–2017                      | Sohn von Rik und Nathalie; Halbbruder von Rikki; Enkel von Bert, Maria und Yvonne; Onkel von Bram und Teddy; Neffe von Danny und Daan; Cousin von Lana; Freund von Anna; Exfreund von Nikki und Isabella; Exaffäre von Zoë; One-Night-Stand von Gladys. Gastauftritt: Folge 2467, 2469 (2003) |
| Robin Martens            | Rikki de Jong                                  | 4101–5704                                        | 2010–2017                      | Die Rolle wurde in den Folgen 2392–2469 (2002–2003) von unterschiedlich Kinderdarstellerinen gespielt und in den Folgen 3194–4044 (2006–2010) von Amber Brantjes. Mutter von Bram und Teddy; Tochter von Rik und Anita; Halbschwester von Job; Enkelin von Bertus, Maria, Gerard und Petra; Nichte von Danny und Daan; Cousine von Lana; Exverlobte von Thijs; Freundin von Abel; Exfreundin von Sjoerd und Tim. Wird in Rotterdam leben mit Abel, Teddy und Bram.                                       |
| Stijn Fransen            | Sam Dekker                                     | 5267–5823                                        | 2015–2018                      | Tochter von Bill und Linda; Schwester von Rover; Nichte von Simon; Witwe von Olivier. Wird in Amerika studieren. |
| Guido Spek               | Sjoerd Bouwhuis                                | 4116–5844                                        | 2010–2018                      | Vater von Bram; Sohn von Anton und Bianca; Bruder von Edwin; Halbbruder von Tim und Tiffy; Neffe von Mike; Cousin von Nola; Exverlobte von Aysen; Exfreund von Rikki und Wiet. Geht auf Weltreise |
| Beaudil Elzenga          | Loes de Haan †                                 | 5684–5845                                        | 2017–2018                      | Stirbt nach einem hohen Sturz. |
| Ruud Feltkamp            | Noud Alberts geb. Mulder                       | 3210–5899                                        | 2006–2018                      | Sohn von Dennis und Mirella; Enkel von Robert und Laura; Neffe von Arnie, Lotje, Daantje, Milan und Sil; Exehemann von Nina; Exverlobte von Sacha; Exfreund von Florien, Desi, Vicky, Anna und Kimberly; One-Night-Stand von Wiet. Zog nach Tokio zu seinem Vater. |
| Nathalie Mourits         | Marieke de Moor-Vollaards †                    | 541–945                                          | 1993–1995                      | Verkäuferin von „CS“ Tochter von Oscar und Daphne; Adoptivtochter von Gijs; Schwester von Janine; Ehefrau von Mark; Tante von Nina und Lucas. |
| Lidewij Mahler           | Marieke de Moor-Vollaards †                    | 5809–5940                                        | 2018–2019                      | Verkäuferin von „CS“ Tochter von Oscar und Daphne; Adoptivtochter von Gijs; Schwester von Janine; Ehefrau von Mark; Tante von Nina und Lucas. |
| Tim Immers               | Mark de Moor                                   | 300–619 921–945 5809–5965                        | 1992–93 1995 2018–2019         | Künstler Sohn von Ferdinand und Claire; Ehemann von Marieke; Exfreund von Anita und Dian. |
| Max Willems              | Q Bouwhuis                                     | 5671–5903                                        | 2017–2018                      | Schüler, Mitarbeiter „De Koning“ Sohn von Tinus (Neffe von Anton) und Mai; Freund von Lana. |
| Giovanni Kemper          | Q Bouwhuis                                     | 5907–5967                                        | 2018–2019                      | |
| Cecilia Adorée           | Tiffy Koster                                   | 5928–6010                                        | 2018–2019                      | |
| Roel Dirven              | Flo Wagenaar                                   | 5848–6019                                        | 2018–2019                      | Student der Geowissenschaften, Vlogger Freund von Lucas. |
| Anouk Maas               | Zoë Xander                                     | 5628–6064                                        | 2017–2019                      | Studentin der Medizin, Krankenschwester Tochter von Appalonia; Freundin von Rik; Exaffäre von Job. |
| Dilan Yurdakul           | Aysen Baydar                                   | 4408–6064                                        | 2012–2019                      | Detective Tochter von Murat und Elif; Schwester von Nuran und Ardil; Exverlobte von Sjoerd; Exfreundin von Bing; Exaffäre von Vincent und Daan; One-Night-Stand von Raymond. |
| Lone van Rosendaal       | Billy de Palma                                 | 5892–5915, 5996–6159                             | 2018, 2019–2020                | |

### Aktuelle Nebendarsteller
| Schauspieler         | Rollenname       | Einstieg | Bemerkungen |
| -------------------- | ---------------- | -------- | ----------- |
| Bart Peereboom       | Marcel Boeve     | 2000–    |             |
| versch. Kinder       | Nola Sanders     | 2013–    |             |
| Luca Savazzi         | Leon de Boer     | 2014–    |             |
| Michael de Roos      | Alex de Boer     | 2014–    |             |
| versch. Kinder       | Manu de Klein    | 2015–    |             |
| versch. Kinder       | Max Mauricius    | 2018–    |             |
| versch. Kinder       | Louise Stern     | 2019–    |             |
| Rien van Duivenboden | Bobby Zwanenberg | 2019–    |             |
| Hans Thissen         | Huib van Rooy    | 2019–    |             |
| Sandra Mattie        | Eva Sas          | 2019–    |             |
| Tommy van Lent       | Steef Verduyn    | 2019–    |             |
| Noa Zwan             | Demi Verduyn     | 2019–    |             |

### Ehemalige Nebendarsteller
| Schauspieler           | Rollenname                                              | Jahr(e)                | Bemerkungen                       |
| ---------------------- | ------------------------------------------------------- | ---------------------- | --------------------------------- |
| Bart Ettekoven         | David Harkema                                           | 1991                   |                                   |
| Eva van Heijningen     | Joke Nieuwkoop                                          | 1991                   |                                   |
| Djuna Hougee           | Petra van Ede                                           | 1990–1991              |                                   |
| Dieter Jansen          | Jan van Ede                                             | 1990–1991              |                                   |
| Ineke Cohen            | Brune Elschot                                           | 1993                   |                                   |
| Zoë Hyman              | Connie Kelder                                           | 1990–1991, 1992–1993   |                                   |
| Tom van Beek           | Herman Hogendoorn †                                     | 1990–1996              |                                   |
| Janine Veeren          | Maria de Jong                                           | 1995–1996, 1997        | 1. Darstellerin der Rolle         |
| Leontien Ceulemans     | Eveline van Wessem                                      | 1996–1997              |                                   |
| Gert van den Dool      | Gerard Dendermonde                                      | 1992–1993, 1996, 1998  |                                   |
| Lotte Boekhout         | Nina Sanders                                            | 1997–1998, 1999        | 4. und 12. Darstellerin der Rolle |
| Cystine Carreon        | Nanda Verhoeven                                         | 2001                   |                                   |
| Marcel Faber           | David Thornton                                          | 2000–2001              |                                   |
| Tanneke Hartzuiker     | Mary Verstraete                                         | 2000–2001              |                                   |
| Toncy van Eersel       | Charlie Fischer                                         | 2001                   | 2. Darstellerin der Rolle         |
| Nikkie Plessen         | Nikki                                                   | 2001                   |                                   |
| Lilian van den Berg    | Hans Mus                                                | 2002                   |                                   |
| Celia van den Boogert  | Marjan Verhagen                                         | 2002                   |                                   |
| Rein Edzard            | Maximiliaan Sanders                                     | 2002                   | 1. Darsteller der Rolle           |
| Jules Hamel            | Maximiliaan Sanders                                     | 2002                   | 2. Darsteller der Rolle           |
| Tasio Ferrand          | Tony Fuentes †                                          | 2002–2003              |                                   |
| Katarina Justic        | Betty Luijendijk                                        | 2003                   |                                   |
| Caroline De Bruijn     | Sophia Eijsink früher: Sanders                          | 2002–2003              |                                   |
| Sandra Mattie          | Anouk de Ruijter                                        | 2003–2004              |                                   |
| Lidewij Benus          | Zuster Vincenza                                         | 2005                   |                                   |
| Cees Heyne             | Carel Kortenaer †                                       | 2004–2005              | 2. Darsteller der Rolle           |
| Alexander van Heteren  | Guus Tuinman                                            | 2005                   |                                   |
| Sophie Drossaers       | Hannie van der Kroeft †                                 | 1992–1995, 2005        |                                   |
| Betje Koolhaas         | Suzanne Jacobs                                          | 2004–2005              | 2. Darstellerin der Rolle         |
| Diana Dobbelman        | Hennie Harmsen-Bolmans †                                | 2002, 2006             |                                   |
| Sigrid Koetse          | Augusta van Houten †                                    | 2006                   |                                   |
| Casper van Bohemen     | Hans van Houten                                         | 2005–2006              |                                   |
| Roos Blaauboer         | Carla Langeveld                                         | 1996, 2003, 2006       |                                   |
| Juan Carlo Tajes       | Vito Andretti                                           | 2005–2006              |                                   |
| Anique Pappers         | Wiet van Houten geb.: Ter Lake                          | 2006                   | 1. Darstellerin der Rolle         |
| Aldevina da Silva      | Patricia de Marto                                       | 2006                   |                                   |
| Stephan Evenblij       | Bloemers †                                              | 2004–2007              |                                   |
| Elvira Out             | Emma Snyder                                             | 2006–2007              |                                   |
| Ophelia van Keer       | Alexandra Koster                                        | 2006–2007              |                                   |
| Bata Miodrag Milojevic | Vadim Kadar †                                           | 2007                   |                                   |
| Vincent Croiset        | Bob Lanschot                                            | 2007–2008              |                                   |
| Walid Benmbarek        | Mohammed Aydin †                                        | 2006–2007, 2008        |                                   |
| Juri Klaric            | Gilbert Brouwer                                         | 2008                   |                                   |
| Willeke Alberti        | Josephine van Wickenrode                                | 2008                   |                                   |
| Kenneth Herdigein      | Stanley Mauricius                                       | 2006, 2008, 2009, 2018 |                                   |
| Roscoe Leijen          | René Meijer                                             | 2008–2009              |                                   |
| René van Kooten        | Frederick Waals                                         | 2009                   |                                   |
| Annette Barlo          | Lies de Weerdt                                          | 2009                   |                                   |
| Elizabeth Hubbard      | Sair Poindexter                                         | 2009                   |                                   |
| Tamara Brinkman        | Charlie Fischer                                         | 2009                   | 4. Darstellerin der Rolle         |
| Seth Kamphuijs         | Paul Karels †                                           | 2010                   |                                   |
| Sjoerd Dragtsma        | Arthur Diepgrond †                                      | 2009–2010              |                                   |
| Roman van der Werff    | Marco Buis †                                            | 2010                   |                                   |
| Kjeld Daan Visser      | Sil Selmhorst früher: Alberts                           | 2007–2010              | 8. Darsteller der Rolle           |
| Amber Brantjes         | Rikki de Jong                                           | 2006–2010              | 2. Darstellerin der Rolle         |
| Emile Jansen           | Huibert Rem                                             | 2008–2009, 2010        |                                   |
| Edwin Rutten           | Rutger Goedhart †                                       | 2010–2011              |                                   |
| Rik Witteveen          | Sil Selmhorst                                           | 2010–2011              | 9. Darsteller der Rolle           |
| Juliette van Ardenne   | Amber de Wilde                                          | 2011                   |                                   |
| Ronald Top             | Frederik van Rossum                                     | 2011                   |                                   |
| Elly de Graaf          | Rosa Gonzalez †                                         | 2000–2011              |                                   |
| Mary-Lou van Stenis    | Tanya Dupont auch: Tineke Dupont                        | 2011                   |                                   |
| Evert van der Meulen   | Dr. Constantijn Wijkman                                 | 2011                   |                                   |
| Kevin Hassing          | Ron Bos †                                               | 2011                   |                                   |
| Naomi van Es           | Amy Kortenaer früher: Tara Jacobs, Rose Kimpinski       | 2010–2012              | 3. Darstellerin der Rolle         |
| Loes Worm              | Jasmijn de Wit †                                        | 2011–2012              |                                   |
| Ricardo/Patrick Worp   | Valentijn Sanders früher: Felix Koster, J.J. van Houten | 2008–2012              |                                   |
| Marian Mudder          | Dr. Samantha van Londen                                 | 2011–2012              |                                   |
| Lisa Portengen         | Saskia de Vries                                         | 2012                   |                                   |
| Bas van Prooijen       | Niels Verpaalen                                         | 2012                   |                                   |
| Julia Batelaan         | Amy Kortenaer                                           | 2007, 2010, 2012       | 2. Darstellerin der Rolle         |
| Terence Schreurs       | Yvon Terstal                                            | 2012                   |                                   |
| Vefa Ocal              | Yaser Demir                                             | 2012                   |                                   |
| Oya Capelle Karsman    | Meral Demir                                             | 2012                   |                                   |
| Djamilla Aalbrecht     | Lana de Jong geb.: Lana Martine Langeveld               | 2010–2012              | 1. Darstellerin der Rolle         |
| Sinan Eroglu           | Bilal Demir                                             | 2012                   |                                   |
| Funda Müjde            | Elif Baydar                                             | 2012                   |                                   |
| Ayal Oost              | Tim Loderus                                             | 2013                   | 2. Darsteller der Rolle           |
| Roel Fooij             | Maarten Stokman                                         | 2012–2013              |                                   |
| Mike Reus              | Marc du Lac                                             | 2013                   |                                   |
| Marjolijn Touw         | Frederique Weber                                        | 2013                   |                                   |
| Camilla Meurer         | Monica de Klein                                         | 2013, 2015             |                                   |
| Sanne Langelaar        | Sjors Langeveld                                         | 2013                   | 3. Darstellerin der Rolle         |
| Céline Purcell         | Femke Blok                                              | 2013                   |                                   |
| Micha Hulshof          | Frank van der Meer                                      | 2013                   |                                   |
| Frank Veeger           | Hauptkommissar Groen                                    | 2013                   |                                   |
| Lies Heemskerk         | Simone de Goede                                         | 2014                   |                                   |
| Klaas Hulst            | Hans Kuiper                                             | 2014                   |                                   |
| Greetje de Oude        | Mia Kuiper                                              | 2014                   |                                   |
| Robin Rienstra         | Roel Kuiper                                             | 2014                   |                                   |
| Willeke van Ammelrooy  | Paula Muller †                                          | 2014                   |                                   |
| Lotte Noordanus        | Milou Meijs                                             | 2014                   |                                   |
| Dave Mantel            | Menno Kuiper                                            | 2013–2014              |                                   |
| Audrey Bolder          | Julia Loderus                                           | 2013–2014, 2014        |                                   |
| Genio de Groot         | Willem Witteveen                                        | 2014                   |                                   |
| Peter Faber            | Rainier Veltman †                                       | 2014                   |                                   |
| Poal Cairo             | Daryl                                                   | 2014–2015              |                                   |
| Lieke Antonisen        | Daphne van den Bos                                      | 2015                   |                                   |
| Juvat Westendorp       | Ardil Baydar †                                          | 2015                   |                                   |
| Wendy Brouwer          | Julia Loderus                                           | 2015                   | 2. Darstellerin der Rolle         |
| Jakob Nieuwenhuijsen   | Zeger Philip van Zuylen-de Larrey †                     | 2015                   |                                   |
| Boy Ooteman            | Wim                                                     | 2015                   |                                   |
| Jerrel Houtsnee        | Eelco Prins                                             | 2015                   |                                   |
| Eric Bouwman           | Pelle Schuiten                                          | 2015                   |                                   |
| Margreet Boersbroek    | Sophie Enkelaar                                         | 2015–2016              |                                   |
| Freerk Bos             | Joop Driessen                                           | 2015–2016              |                                   |
| Roel Dierven           | Henk Kooijmans                                          | 2016                   |                                   |
| Nadja Hüpscher         | Elise Kill                                              | 2016                   |                                   |
| Sem de Vlieger         | Benthe                                                  | 2016                   |                                   |
| Soy Kroon              | Sil Selmhorst                                           | 2016, 2017             |                                   |
| Holly Mae Brood        | Amy Kortenaer                                           | 2016, 2017             |                                   |
| Miryanna van Reeden    | Malena Blanco                                           | 2016–2017              |                                   |
| Luca Savazzi           | Leon de Boer                                            | 2014–2015, 2017        |                                   |
| Ziggy Knel             | Olivier Lievens †                                       | 2016–2017              |                                   |
| Moïse Trustfull        | Celia van Dam                                           | 2017                   |                                   |
| Lili Graciela Beatriz  | Juanita Valdes                                          | 2017                   |                                   |
| Jolijn Henneman        | Elin Dublois                                            | 2017                   |                                   |
| Mads Wittermans        | Marco Rienstra                                          | 2017                   |                                   |
| Bart Oomen             | Bill Norris                                             | 2016–2017              |                                   |
| Fenna Ramos            | Ingrid Jagtman                                          | 2017                   |                                   |
| Urvin Monte            | Felix Jagtmann                                          | 2017                   |                                   |
| versch. Kinder         | Bram Bouwhuis                                           | 2011–2017              |                                   |
| versch. Kinder         | Teddy Kramer                                            | 2016–2017              |                                   |
| Levi van Kempen        | Abel Bremer                                             | 2017                   |                                   |
| Harpert Michielsen     | Jan Maes                                                | 2017–2018 †            |                                   |
| Ernst ter Linden       | Patrick Klaassen                                        | 2018                   |                                   |
| Geerteke van Lierop    | Mayke van Erp                                           | 2017–2018              |                                   |
| Luuk van Leeuwen       | Maes Maas                                               | 2018                   |                                   |
| Charlotte de Moel      | Deborah Felken                                          | 2018                   |                                   |
| Joey Ferre             | Carlos Ramirez                                          | 2018                   |                                   |
| Joke Bruijs            | Maria de Jong †                                         | 2009–2010, 2011, 2018  |                                   |
| Bas Keijzer            | Jos Uylenburg                                           | 2017, 2019             |                                   |
| Bas Heerkens           | Hein Lisseberg †                                        | 2016, 2019             |                                   |
| Jules Croiset          | Eduard Stern †                                          | 2018, 2019             |                                   |
| Barrie Stevens         | Rudie Reuvers                                           | 2019                   |                                   |
| Barbara Pouwels        | Carmen Verveer                                          | 2019                   |                                   |
| Jop de Vries           | Rob Bekkers †                                           | 2019                   |                                   |
| Titus Boonstra         | Philip Zwanenberg                                       | 2019                   |                                   |
| Nadèche Romkes         | Harma                                                   | 2019                   |                                   |